# Gramática parda
Gramática parda es una expresión o paremia que describe la inteligencia natural o aprendida que poseen algunas personas que carecen de estudios. Por extensión, es la habilidad de las personas que salen airosas de las situaciones comprometidas.

## Origen
La expresión suele ser peyorativa. Es coloquial y propia del español europeo, aunque actualmente está en desuso. Se ignora su origen, si bien algunos apuntan a que, en la sociedad estamental, el pardo era el color que identificaba a los estratos más bajos de la sociedad. Eran precisamente los miembros de la clase baja, sin formación académica, a quienes se atribuía la gramática parda.
Otro origen puede haber sido la lengua parda o lengua del diablo, que era como se conocía a los métodos contables empleados por los principales y grandes comerciantes venecianos[cita requerida].

## En la literatura
Aparece en el Diccionario de la lengua española de la Real Academia Española de 1734, en el cual se explica que en este contexto el adjetivo parda se usa «porque su método en hablar es basto y rudo».
La expresión da título a varias obras literarias: la Gramática parda de 1916, de José Martín Ramos (1892-1974), y la Gramática parda de Juan García Hortelano (1928-1992), novela que obtuvo el Premio de la Crítica de narrativa castellana en 1982.